# Wey P8
Wey P8 — среднеразмерный кроссовер, выпускавшийся с 2017 по 2020 год подразделением Wey компании Great Wall Motor. Являлся гибридной версией Wey VV7.

## Описание

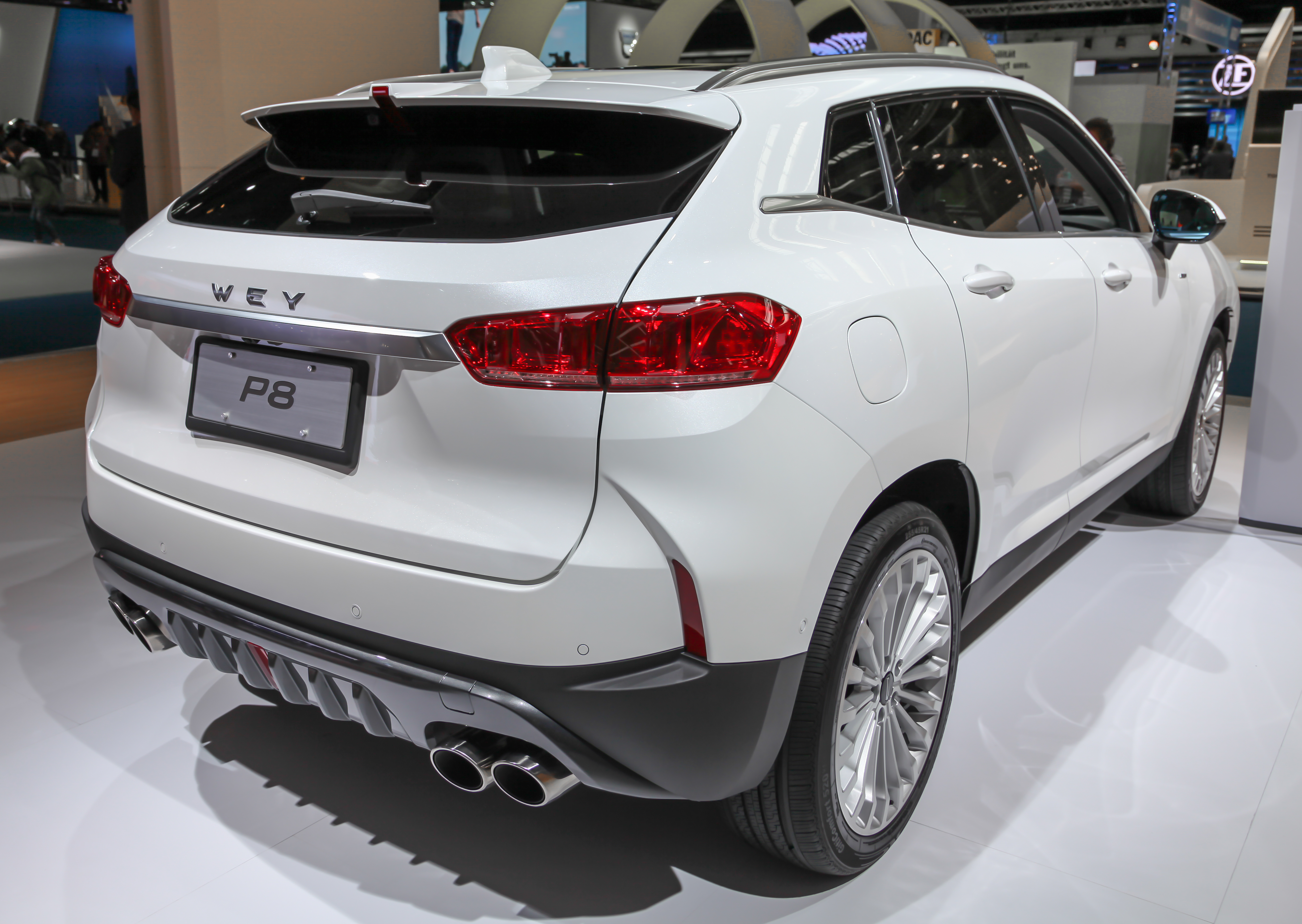
Вид сзади

Продажи Wey P8 начались в 2018 году по цене от 259800 до 279800 юаней. В июле 2018 года планировалось начать выпуск фастбэк-версии под названием WEY P8 GT PHEV с производительностью, аналогичной оригинальной версии WEY P8.
Wey P8 оснащён 2,0-литровым бензиновым двигателем GW4C20A I4 с турбонаддувом мощностью 340 л. с. и крутящим моментом 524 Н⋅м и электродвигателем мощностью 85 кВт (114 л. с.). Заявленный разгон до 100 км/ч составляет 6,5 сек., запас хода на электротяге — 50 км, смешанный запас хода — 600 км, а расход топлива — 2,3 л/100 км.

## WEY P8 GT
WEY P8 GT был представлен в 2017 году под названием WEY Pi4 VV7x. Серийный выпуск начался в 2018 году. От оригинала модель отличается переработанной передней частью и видоизменёнными фарами.

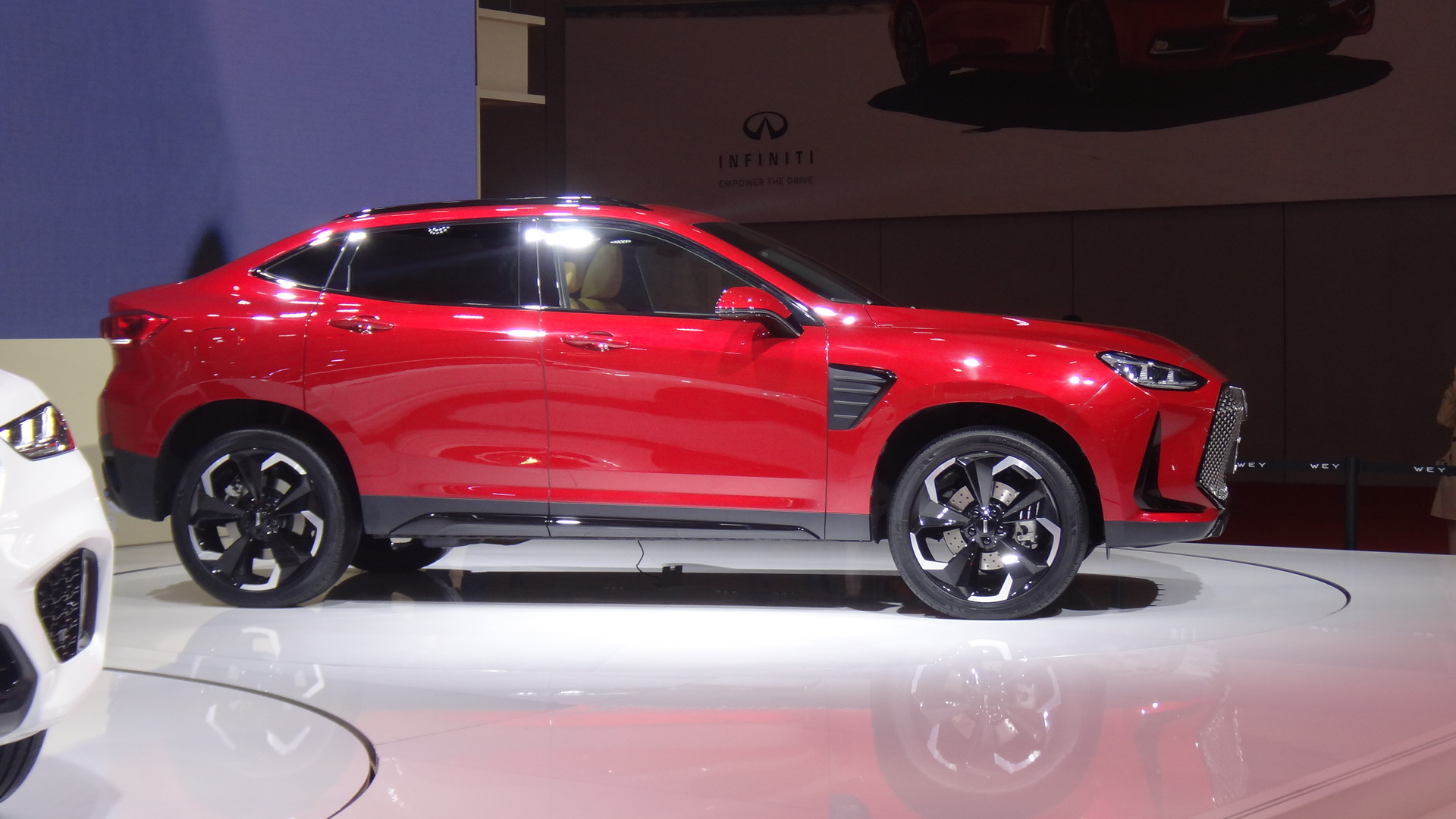
Вид сбоку
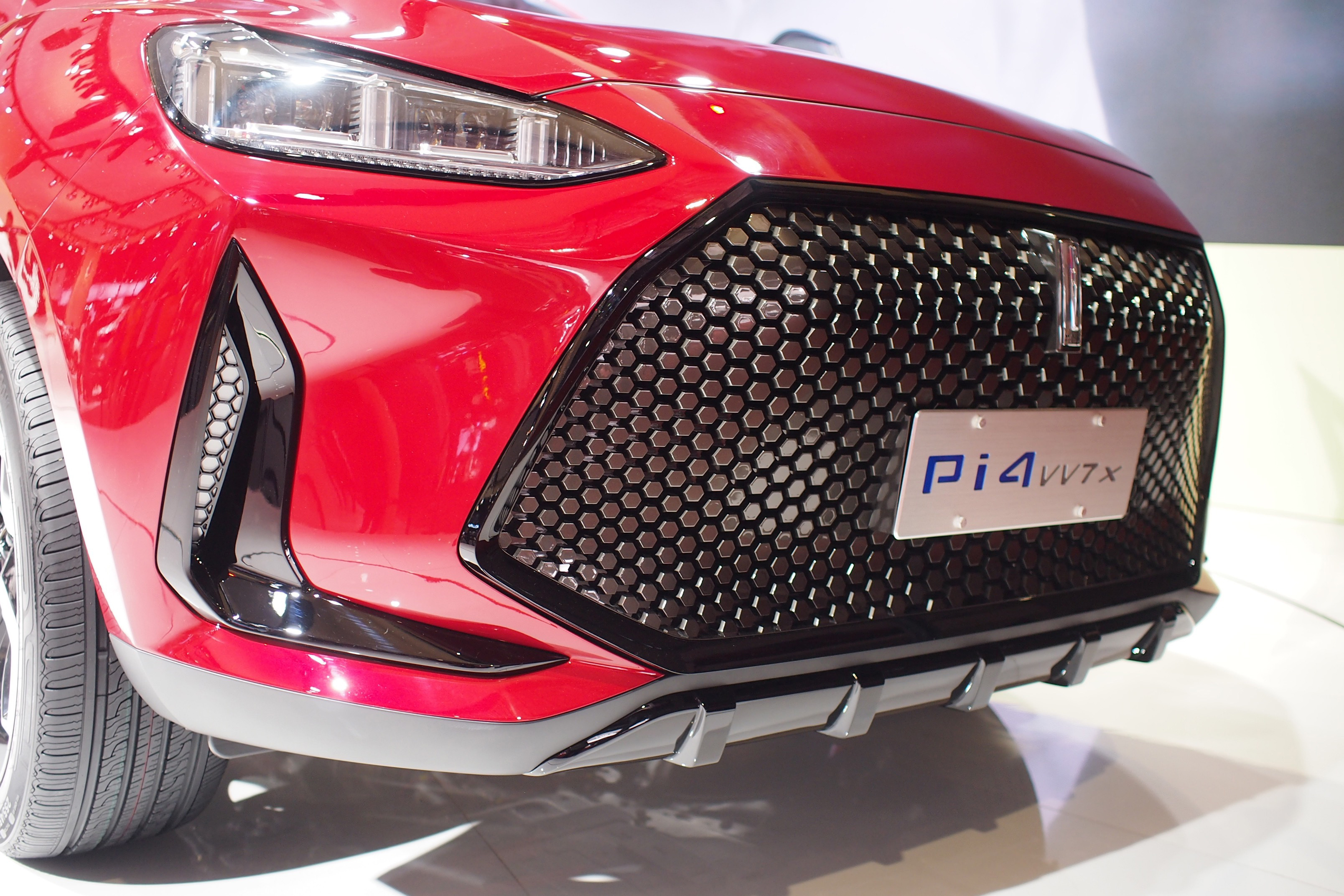
Детали передней части